# SoftBank 301P
SoftBank 301P（ソフトバンク さんまるいちピー）はパナソニック モバイルコミュニケーションズが開発しソフトバンクモバイルが販売するW-CDMA通信方式の携帯電話端末。別名 COLOR LIFE 4 WATER PROOF（カラーライフフォー ウォータープルーフ）であり、2014年春モデルのフィーチャーフォンである。
SoftBank 103P (COLOR LIFE 3) の後継機種にあたる。

## 概要
- COLOR LIFEとしては、SoftBank 103Pに次ぐ4代目の端末であり、この系統の端末では初めて防水タイプとなったため、"WATER PROOF"を冠している。
- 卓上ホルダは、後継となったSoftBank 401PMと共通品である。いずれも別売対応となっている
- 電池パックについては、附属品はPMBBH1の型番が設定されているが、オプション用としてはPMBBH2の型番のものが別途設定されている。後者については、SoftBank 401PMでは附属品として設定されている。

## 主な機能・サービス
| 主な機能・サービス | 主な機能・サービス              | 主な機能・サービス   | 主な機能・サービス |
| ------------------ | ------------------------------- | -------------------- | ------------------ |
| 防水               | プラチナバンド                  | モバイルウィジェット |                    |
| 緊急速報メール     | 楽デコ                          | S!速報ニュース       |                    |
| PCサイトブラウザ   | 電子コミック                    | S!アプリ             |                    |
| 着うたフル／着うた | デコレメール                    | S!電話帳バックアップ |                    |
| S!FeliCa           | ケータイWi-Fi                   | S!GPSナビ            |                    |
| ダブルナンバー     | TVコール※注                     | 世界対応ケータイ     |                    |
| ワンセグ           | 3G ハイスピード 下り最大7.2Mbps | PCメール             |                    |

ワンセグは、SoftBank用USIMカードがあれば、解約していても利用可能。
※サブカメラを装備していない為、テレビ電話を利用したい人は注意が必要